# マリヌス・ファン・レイメルスワーレ
マリヌス・ファン・レイメルスワーレ（Marinus Claeszoon van Reymerswaele、1490年頃 - 1546年頃）は、オランダの画家。

## 生涯
マリヌス・ファン・レイメルスワーレの生涯に関して詳しいことは伝わっていない。ゼーラント州のレイメルスワーレ出身で、父親も画家だったようである。アントワープで修業し、1533年から1545年までゼーラントで活動していた。
ファン・レイメルスワーレの作品は署名されたものが少数残っている。彼の作品はクエンティン・マサイスやアルブレヒト・デューラーの影響を強く受けており、3つの題材「両替商（もしくは銀行家）とその妻」「収税人」「書斎の聖ヒエロニムス」を描いたものがほとんどである。収税人を描いた作品は30程が現存する。その他にも収税人を描いた多くの作品がファン・レイメルスワーレのものとされてきたが、現在では違っていたことが分かっている。収税人は17世紀当時に人気のある題材で、彼の作品も多くの模写が制作された。

## ギャラリー

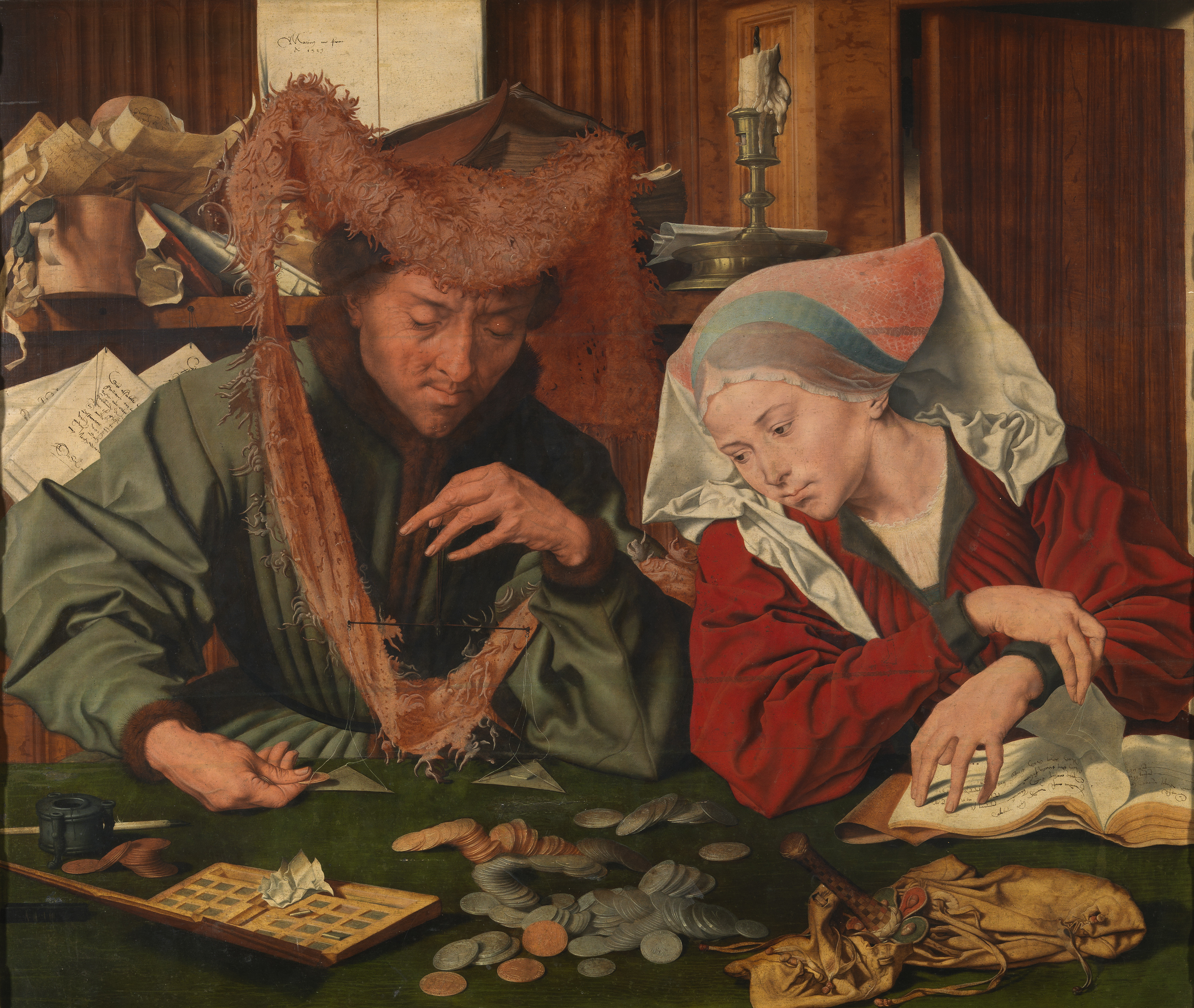
『両替商（もしくは銀行家）とその妻』(1539), プラド美術館
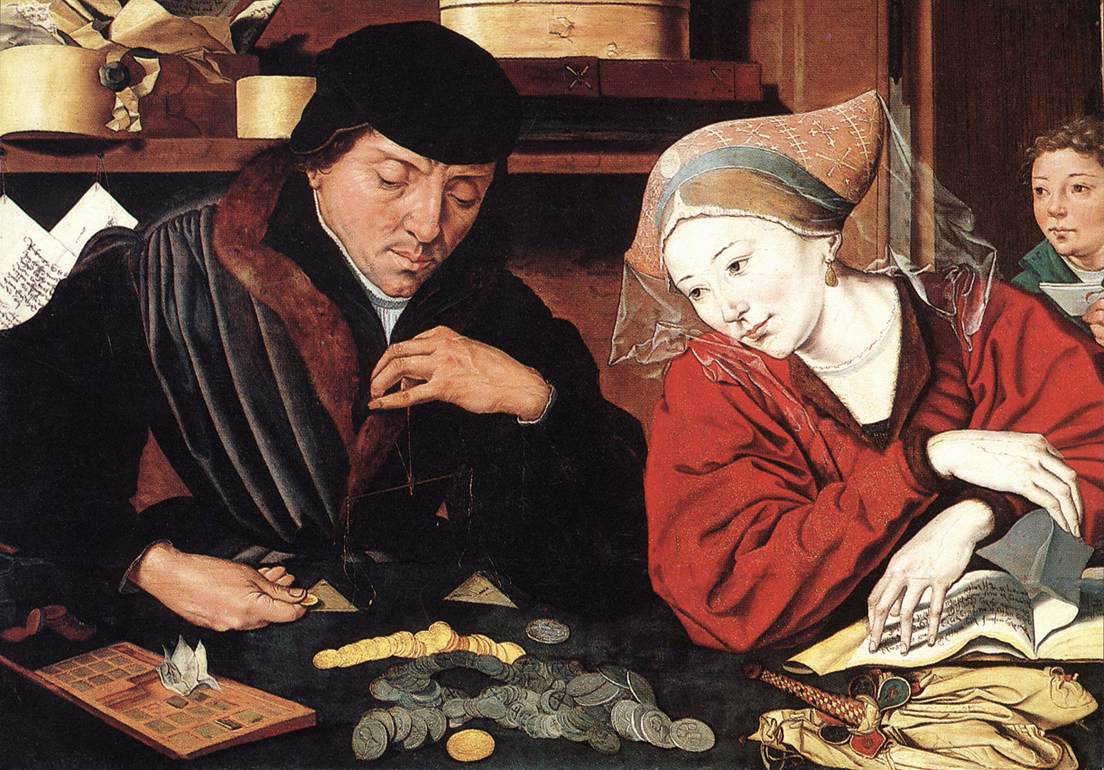
『両替商（もしくは銀行家）とその妻』(1541)